# ハンター・ペンス
ハンター・アンドリュー・ペンス（Hunter Andrew Pence, 1983年4月13日 - ）は、アメリカ合衆国テキサス州フォートワース出身の元プロ野球選手（外野手）。右投右打。

## 経歴

### プロ入り前
子供の頃からバスケットボールをしており、高校までプロになるべくやっていたが技術不足でバスケを挫折した。野球は16歳から始めた。
2002年6月4日のMLBドラフト40巡目（全体1189位）でミルウォーキー・ブルワーズから指名されるが、契約には至らなかった。
テキサス大学アーリントン校在学時の2003年に好成績を残し、サウスランド・カンファレンスのオールスターに選出される。
2004年は更なる成長を遂げ、2年連続で同カンファレンスのオールスターに選出された他、プレーヤー・オブ・ザ・イヤーとヒッター・オブ・ザ・イヤーをダブル受賞した。

### プロ入りとアストロズ時代

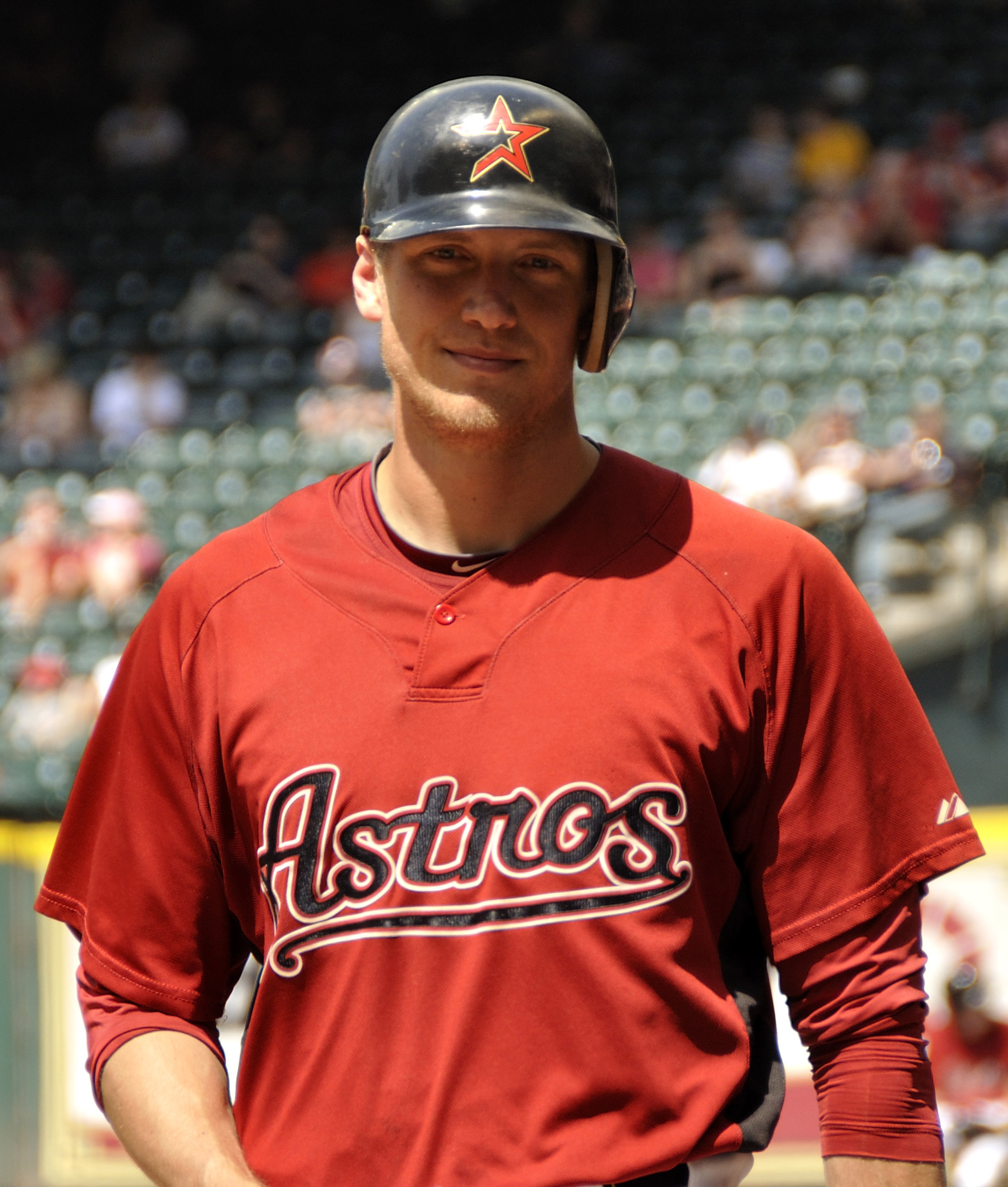
ヒューストン・アストロズ時代
(2010年4月3日)

2004年6月7日のMLBドラフト2巡目（全体64位）でヒューストン・アストロズから指名され、7月14日に契約成立。この年からマイナーリーグでプレーを始め（51試合出場）、8月には傘下のA-級トリシティ・バレーキャッツのディフェンシブ・プレーヤー・オブ・ザ・マンスに選ばれた。
2005年はA級レキシントン・レジェンズとA+級セイラム・アバランチを合わせて121試合に出場して打率.327、31本塁打、90打点、出塁率.400、OPS.998の好成績を挙げ、サウス・アトランティックリーグのオールスターに出場した他、同リーグのルーキー・オブ・ザ・イヤーとNo.1プロスペクト、チーム内MVPとアストロズのマイナーリーグ・プレーヤー・オブ・ザ・イヤーに輝いた。同年12月2日、アストロズのプロスペクト・リストで6位にランクされ、ベスト・ヒッター・フォー・アベレージに選定。
2006年はAA級コーパスクリスティ・フックスでプレーし、136試合に出場して打率.283、28本塁打、95打点、出塁率.357、OPS.890、17盗塁を記録。フューチャーズゲームに出場し、ベースボール・アメリカ誌のマイナーリーグ・オールスター代表チームにも選ればれた他、前年に引き続きアストロズのマイナーリーグ・プレーヤー・オブ・ザ・イヤーを受賞。翌2007年2月7日、アストロズのプロスペクト・リストで1位にランクされ、ベスト・ヒッター・フォー・アベレージとベスト・パワー・ヒッターの2部門に選定。
2007年はスプリング・トレーニングで、打率.571、2本塁打、9打点などの好成績を収め、AAA級ラウンドロック・エクスプレスを経て（25試合出場）、4月28日にメジャー初昇格を果たす。昇格後のブルワーズ戦で「6番・中堅手」としてスタメン起用され、デイブ・ブッシュからキャリア初安打となるライト前ヒットを放つなど、3打数1安打、1死球、1得点の好結果でデビュー戦を飾った。更に、5月に入るとさらに調子を上げ、5日にはメジャー初本塁打となる満塁本塁打を、15-16日は7打席連続安打をそれぞれ放ち、プレーヤー・オブ・ザ・ウィーク（14-20日の週）とルーキー・オブ・ザ・マンス（打率.343、4本塁打、19打点、37安打、OPS.965）を受賞。7月1日から13日にかけては9試合連続安打を放つなど、その後も好調を維持し続け打率を.350前後まで上げ、一時はナショナルリーグ首位打者に踊り出た。しかし7月22日のピッツバーグ・パイレーツ戦で右手首を骨折し、1ヶ月ほど戦線を離脱。結局108試合の出場に留まり、規定打席には届かなかったものの、打率.322、17本塁打、69打点、9三塁打（リーグ4位）、11盗塁、出塁率.360を記録し、マルチヒット46回（うち4安打4回）と素晴らしい成績を残した。中堅の守備ではUZR-0.1、DRS-1を記録し、右翼の守備ではUZR-0.9、DRS±0を記録した。ナショナルリーグの新人王の投票では3位だった新人王の投票ではライアン・ブラウン、トロイ・トゥロウィツキーに次ぐ3位だった。
2008年はシーズン開幕時は二番打者として起用されていたが打率1割台と低迷し、4月15日からは六・七番に下げられた。それ以降は踏ん張り、4月18日に3安打を放つと4月25日まで8試合連続安打、4月30日から5月18日にかけて16試合連続安打、5月27日にはキャリア初の1試合5安打と次第に復調。7月25日から8月5日まで11試合連続安打、8月29日から9月11日まで13試合連続安打と、10試合以上の連続安打を3度記録した。157試合に出場し、打率.269、25本塁打、83打点、10盗塁、出塁率.318を記録した。内野安打数（40本）は、イチローと並んで両リーグ最多タイとなった。このシーズンからコンバートされた右翼の守備では共にリーグ2位となるUZR+11.9、DRS+9を記録し、16補殺はリーグ最多と好守強肩を披露した。また、アストロズとセントルイス・カージナルスの選手が対象のダリル・カイル賞を受賞した。
2009年はオールスターゲームに監督推薦で初選出を果たした。シーズンでは右翼手のレギュラーとして自己最多となる159試合に出場し、打率は前年を上回る.282を記録し、25本塁打、72打点、14盗塁、出塁率.346を記録した。守備面では共にリーグトップとなるUZR+12.2、DRS+19を記録し、16補殺は2年連続でリーグ最多となった。
2010年は156試合に出場し、2年連続での打率.282と3年連続での25本塁打を記録。また、91打点、18盗塁、出塁率.325を記録した。守備面ではUZR+0.6、DRS+4と共にプラス数値を記録するも、前年からは成績を落とした。
2011年は監督推薦でオールスターに2年ぶり2度目の選出を果たした。54試合に出場し、打率.324、11本塁打、35打点、出塁率.394を記録した。

### フィリーズ時代

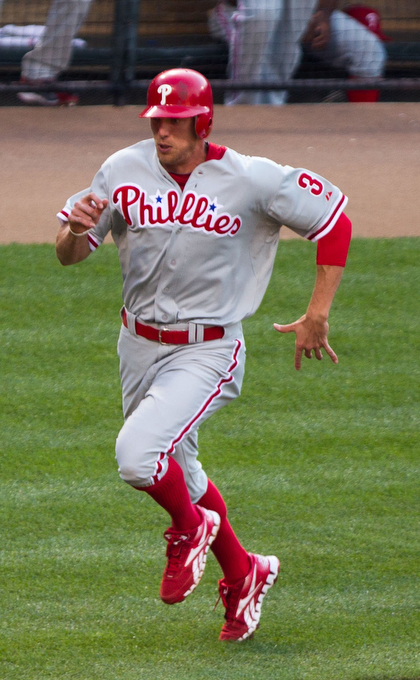
フィラデルフィア・フィリーズ時代
(2012年6月8日)

2011年7月29日にジョン・シングルトン、ジャレッド・コザート、ジョシュ・ゼイド、ドミンゴ・サンタナとのトレードで、フィラデルフィア・フィリーズへ移籍した。2チームに渡って154試合に出場し、打率.314、22本塁打、97打点、出塁率.370を記録し、守備面ではUZR-4.1、DRS+2を記録し、11補殺は自身3度目となるリーグ最多となった。
2012年1月27日に単年1040万ドルで契約したことが発表された。101試合に出場し、打率.271、17本塁打、59打点、出塁率.336を記録した。

### ジャイアンツ時代
2012年7月31日にネイト・シャーホルツ、セス・ロジン、トミー・ジョゼフとのトレードで、サンフランシスコ・ジャイアンツへ移籍した。2チームに渡って160試合に出場し、打率.253、24本塁打、104打点、出塁率.319を記録した。守備面ではUZR±0、DRS-6を記録し、11補殺は自身4度目となるリーグ最多となった。リーグ優勝決定戦第7戦では”3度打ち”をし、ナショナルリーグ優勝、その後のワールドシリーズ制覇に貢献した。
2013年1月18日に単年1380万ドルで契約したことが発表された。シーズンでは9月2週目の「ナショナルリーグ・プレイヤー・オブ・ザ・ウィーク」を受賞。9月27日にはジャイアンツ所属の選手に与えられるウィリー・マック賞（Willie Macも参照）を受賞。シーズン全体では、リーグトップタイとなる162試合にフル出場し、打率.283、27本塁打、99打点、22盗塁、出塁率.339という好成績を残した。特に本塁打と盗塁は自己最高の成績であり、盗塁に関しては、前年までの通算盗塁成功率が約63％だったのに対し、このシーズンは単年の盗塁成功率が88％と向上させた。守備面ではUZR-3.5、DRS-9を記録し、全162試合で右翼手を守ったのは史上6人目のことであった。9月28日に5年総額9000万ドルで契約を延長したことが発表された。オプションとして全球団トレード拒否権が含まれた。
2014年も全162試合に出場し、打率.277、20本塁打、74打点、13盗塁、出塁率.332を記録した。守備面ではUZR-0.6、DRS+1を記録し、9補殺は自身5度目となるリーグ最多となった。ワールドシリーズでは打率.444、1本塁打、5打点と活躍し、シリーズ制覇に大きく貢献した。シリーズMVP級の活躍であったが、MVPはエースのマディソン・バンガーナーが受賞した。なお、このシリーズで打ったヒットは12本であり、歴代4位タイ（1位と1本差）の記録であった。
2015年3月5日にスプリングトレーニング中のプレシーズン・ゲームでシカゴ・カブスのコーリー・ブラックの投球を受け、左腕を骨折し、全治6～8週間と診断された。この時点で現役最長のレギュラーシーズン383試合連続出場を続けていたが、この骨折での故障者リスト入りにより、記録が途切れることとなった。5月16日に復帰したが、その後も2度の故障者リスト入りを経験するなど怪我に泣かされたシーズンとなった。52試合の出場に留まり、打率.275、9本塁打、40打点、4盗塁、出塁率.327と前年から大きく成績を落とした。守備面ではUZR+2.3、DRS±0を記録した。
2016年は開幕から好調で、5月1日にはプレイヤー・オブ・ザ・ウィークを獲得したが、6月1日のアトランタ・ブレーブス戦での走塁の際、右足ハムストリングを痛めて途中交代。状態が思わしくなく、手術が行われた。7月30日に復帰したが、この長期離脱の影響で106試合の出場に留まり、打率.289、13本塁打、57打点、出塁率.357を記録した。守備面ではUZR-1.4、DRS-2を記録した。
2017年は左ハムストリングを痛めたことで、5月13日に故障者リスト入りとなったが、6月4日に復帰した。このシーズンは5月、7月の月間打率がそれぞれ2割を切った。134試合に出場して3年ぶりに規定打席を満たしたが、打率.260、13本塁打、67打点、出塁率.315という成績で、いずれも自身最低の成績だった。守備面ではUZR+2.3、DRS-3を記録した。
2018年4月3日にダイビングキャッチを試みた際に親指を捻挫し、故障者リスト入りしたが、6月2日に復帰した。しかしシーズン通して調子が上がることはなく、最終成績は97試合の出場で打率.226、4本塁打、24打点、出塁率.258を記録した。代打で自身最多の44打席を記録した。守備では左翼手へコンバートされ、44試合の出場で、UZR-2.6、DRS-2を記録し、右翼ではUZR-1.0、DRS-3を記録した。オフにFAとなった。

### レンジャーズ時代
2019年2月7日にテキサス・レンジャーズとマイナー契約を結び、スプリングトレーニングに招待選手として参加することとなった。3月21日にメジャーの開幕ロースターに入ることが発表された。年俸は200万ドルで、出来高として最大125万ドルが含まれた。83試合に出場して打率.297、18本塁打、59打点、出塁率.358と好調で、オールスターゲームでは指名打者部門でJ.D.マルティネス、ネルソン・クルーズらを抑えて自身5年ぶりに選出されたものの、6月に足の付け根を痛めて故障者リストに登録されたため出場を辞退した。6月11日のボストン・レッドソックス戦で自身初のランニング本塁打を記録した。8月下旬には背中の痛みのため再び故障者リスト入りし、残りのシーズンは回復に努めた。守備面では左翼手として16試合に出場し、UZR+0.6、DRS-1を記録し、右翼手としては8試合に出場し、UZR-1.7、DRS-4を記録した。オフの10月31日にFAとなった。

### ジャイアンツ復帰
2020年2月7日にジャイアンツと単年300万ドルで契約し、同チームへの復帰が決まった。オプションとして最大250万ドルの出来高が含まれ、背番号は2018年シーズンまで同チームで身に着けていた「8」。8月23日にダニエル・ロバートソンの加入に伴ってDFAとなり、翌24日に自由契約となった。その後、9月26日に現役引退を発表した。

## 選手としての特徴
体を折り畳んだような打撃フォームや、外野手ながらサイドスローぎみのスローイングなどの特徴的なフォームがしばしば話題になる。ぎこちない動作はショイエルマン病による脊椎の変形が原因と言われている。
なお、アーリントン高校在学時はバスケットボール、野球の他にアメリカンフットボールと陸上競技のプレー経験があり、テキサス大学アーリントン校では財政学を専攻した。マイナー4年間の通算成績は、打率.304、出塁率.377、OPS.933。
補殺の多い選手であり、右翼手としてシーズン最多補殺が5度、2019年シーズン終了時点で通算96補殺を記録している。

## 人物
- 愛称はWawindaji[47]。
- 舌を出すのはマイケル・ジョーダンの真似[48]。
- 2016年にフルハウスの続編フラーハウス（シーズン1 エピソード10）に次女ステファニーの恋人で本人役として出演した[49]。

## 詳細情報

### 年度別打撃成績
| 年 度     | 球 団     | 試 合 | 打 席 | 打 数 | 得 点 | 安 打 | 二 塁 打 | 三 塁 打 | 本 塁 打 | 塁 打 | 打 点 | 盗 塁 | 盗 塁 死 | 犠 打 | 犠 飛 | 四 球 | 敬 遠 | 死 球 | 三 振 | 併 殺 打 | 打 率 | 出 塁 率 | 長 打 率 | O P S |
| --------- | --------- | ----- | ----- | ----- | ----- | ----- | -------- | -------- | -------- | ----- | ----- | ----- | -------- | ----- | ----- | ----- | ----- | ----- | ----- | -------- | ----- | -------- | -------- | ----- |
| 2007      | HOU       | 108   | 484   | 456   | 57    | 147   | 30       | 9        | 17       | 246   | 69    | 11    | 5        | 0     | 1     | 26    | 0     | 1     | 95    | 10       | .322  | .360     | .539     | .899  |
| 2008      | HOU       | 157   | 642   | 595   | 78    | 160   | 34       | 4        | 25       | 277   | 83    | 11    | 10       | 0     | 3     | 40    | 2     | 4     | 124   | 14       | .269  | .318     | .466     | .784  |
| 2009      | HOU       | 159   | 647   | 585   | 76    | 165   | 26       | 5        | 25       | 276   | 72    | 14    | 11       | 0     | 3     | 58    | 1     | 1     | 109   | 25       | .282  | .346     | .472     | .818  |
| 2010      | HOU       | 156   | 658   | 614   | 93    | 173   | 29       | 3        | 25       | 283   | 91    | 18    | 9        | 0     | 3     | 41    | 2     | 0     | 105   | 11       | .282  | .325     | .461     | .786  |
| 2011      | HOU       | 100   | 432   | 399   | 49    | 123   | 26       | 3        | 11       | 188   | 62    | 7     | 1        | 0     | 2     | 30    | 1     | 1     | 86    | 7        | .308  | .356     | .471     | .828  |
| 2011      | PHI       | 54    | 236   | 207   | 35    | 67    | 12       | 2        | 11       | 116   | 35    | 1     | 1        | 0     | 3     | 26    | 2     | 0     | 38    | 8        | .324  | .394     | .560     | .954  |
| '11計     | PHI       | 154   | 668   | 606   | 84    | 190   | 38       | 5        | 22       | 304   | 97    | 8     | 2        | 0     | 5     | 56    | 3     | 1     | 124   | 15       | .314  | .370     | .502     | .871  |
| 2012      | PHI       | 101   | 440   | 398   | 59    | 108   | 15       | 2        | 17       | 178   | 59    | 4     | 2        | 0     | 2     | 37    | 1     | 3     | 85    | 13       | .271  | .336     | .447     | .784  |
| 2012      | SF        | 59    | 248   | 219   | 28    | 48    | 11       | 2        | 7        | 84    | 45    | 1     | 0        | 1     | 5     | 19    | 1     | 4     | 60    | 1        | .219  | .287     | .384     | .671  |
| '12計     | SF        | 160   | 688   | 617   | 87    | 156   | 26       | 4        | 24       | 262   | 104   | 5     | 2        | 1     | 7     | 56    | 2     | 7     | 145   | 14       | .253  | .319     | .425     | .743  |
| 2013      | SF        | 162   | 687   | 629   | 91    | 178   | 35       | 5        | 27       | 304   | 99    | 22    | 3        | 0     | 3     | 52    | 3     | 3     | 115   | 17       | .283  | .339     | .483     | .822  |
| 2014      | SF        | 162   | 708   | 650   | 106   | 180   | 29       | 10       | 20       | 289   | 74    | 13    | 6        | 0     | 3     | 52    | 3     | 3     | 130   | 13       | .277  | .332     | .445     | .777  |
| 2015      | SF        | 52    | 223   | 207   | 30    | 57    | 13       | 1        | 9        | 99    | 40    | 4     | 1        | 0     | 0     | 16    | 0     | 0     | 48    | 8        | .275  | .327     | .478     | .806  |
| 2016      | SF        | 106   | 442   | 395   | 58    | 114   | 23       | 1        | 13       | 178   | 57    | 1     | 1        | 0     | 3     | 43    | 1     | 1     | 95    | 10       | .289  | .357     | .451     | .808  |
| 2017      | SF        | 134   | 539   | 493   | 55    | 128   | 13       | 5        | 13       | 190   | 67    | 2     | 3        | 0     | 4     | 40    | 1     | 2     | 102   | 8        | .260  | .315     | .385     | .701  |
| 2018      | SF        | 97    | 248   | 235   | 19    | 53    | 11       | 1        | 4        | 78    | 24    | 5     | 1        | 0     | 2     | 11    | 1     | 0     | 59    | 1        | .226  | .258     | .332     | .590  |
| 2019      | TEX       | 83    | 316   | 286   | 53    | 85    | 17       | 1        | 18       | 158   | 59    | 6     | 1        | 0     | 2     | 26    | 0     | 2     | 69    | 2        | .297  | .358     | .552     | .910  |
| 2020      | SF        | 17    | 56    | 52    | 4     | 5     | 0        | 1        | 2        | 13    | 6     | 0     | 0        | 0     | 0     | 3     | 0     | 1     | 15    | 3        | .096  | .161     | .250     | .411  |
| MLB：14年 | MLB：14年 | 1707  | 7006  | 6420  | 891   | 1791  | 324      | 55       | 244      | 2957  | 942   | 120   | 55       | 1     | 39    | 520   | 19    | 26    | 1335  | 151      | .279  | .334     | .461     | .794  |

- 各年度の太字はリーグ最高

### 年度別守備成績
| 年 度 | 球 団 | 左翼（LF） | 左翼（LF） | 左翼（LF） | 左翼（LF） | 左翼（LF） | 左翼（LF） | 中堅（CF） | 中堅（CF） | 中堅（CF） | 中堅（CF） | 中堅（CF） | 中堅（CF） | 右翼（RF） | 右翼（RF） | 右翼（RF） | 右翼（RF） | 右翼（RF） | 右翼（RF） |
| 年 度 | 球 団 | 試 合      | 刺 殺      | 補 殺      | 失 策      | 併 殺      | 守 備 率   | 試 合      | 刺 殺      | 補 殺      | 失 策      | 併 殺      | 守 備 率   | 試 合      | 刺 殺      | 補 殺      | 失 策      | 併 殺      | 守 備 率   |
| ----- | ----- | ---------- | ---------- | ---------- | ---------- | ---------- | ---------- | ---------- | ---------- | ---------- | ---------- | ---------- | ---------- | ---------- | ---------- | ---------- | ---------- | ---------- | ---------- |
| 2007  | HOU   | -          | -          | -          | -          | -          | -          | 95         | 260        | 6          | 4          | 0          | .985       | 14         | 36         | 0          | 2          | 0          | .947       |
| 2008  | HOU   | -          | -          | -          | -          | -          | -          | -          | -          | -          | -          | -          | -          | 156        | 340        | 16         | 1          | 4          | .997       |
| 2009  | HOU   | -          | -          | -          | -          | -          | -          | -          | -          | -          | -          | -          | -          | 157        | 316        | 16         | 5          | 2          | .985       |
| 2010  | HOU   | -          | -          | -          | -          | -          | -          | -          | -          | -          | -          | -          | -          | 155        | 340        | 9          | 6          | 2          | .983       |
| 2011  | HOU   | -          | -          | -          | -          | -          | -          | -          | -          | -          | -          | -          | -          | 100        | 203        | 9          | 5          | 3          | .977       |
| 2011  | PHI   | -          | -          | -          | -          | -          | -          | -          | -          | -          | -          | -          | -          | 53         | 81         | 2          | 1          | 0          | .988       |
| '11計 | PHI   | -          | -          | -          | -          | -          | -          | -          | -          | -          | -          | -          | -          | 153        | 284        | 11         | 6          | 3          | .980       |
| 2012  | PHI   | -          | -          | -          | -          | -          | -          | -          | -          | -          | -          | -          | -          | 101        | 161        | 9          | 5          | 0          | .971       |
| 2012  | SF    | -          | -          | -          | -          | -          | -          | -          | -          | -          | -          | -          | -          | 58         | 110        | 2          | 2          | 0          | .982       |
| '12計 | SF    | -          | -          | -          | -          | -          | -          | -          | -          | -          | -          | -          | -          | 159        | 271        | 11         | 7          | 0          | .976       |
| 2013  | SF    | -          | -          | -          | -          | -          | -          | -          | -          | -          | -          | -          | -          | 162        | 374        | 2          | 7          | 1          | .982       |
| 2014  | SF    | -          | -          | -          | -          | -          | -          | 1          | 0          | 0          | 0          | 0          | ----       | 161        | 308        | 9          | 5          | 0          | .984       |
| 2015  | SF    | -          | -          | -          | -          | -          | -          | -          | -          | -          | -          | -          | -          | 51         | 122        | 4          | 3          | 2          | .977       |
| 2016  | SF    | -          | -          | -          | -          | -          | -          | -          | -          | -          | -          | -          | -          | 102        | 193        | 7          | 0          | 0          | 1.000      |
| 2017  | SF    | -          | -          | -          | -          | -          | -          | -          | -          | -          | -          | -          | -          | 125        | 256        | 5          | 1          | 0          | .996       |
| 2018  | SF    | 44         | 72         | 0          | 1          | 0          | .986       | -          | -          | -          | -          | -          | -          | 12         | 25         | 0          | 0          | 0          | 1.000      |
| 2019  | TEX   | 16         | 34         | 0          | 0          | 0          | 1.000      | -          | -          | -          | -          | -          | -          | 8          | 15         | 0          | 0          | 0          | 1.000      |
| 2020  | SF    | 5          | 8          | 0          | 0          | 0          | 1.000      | -          | -          | -          | -          | -          | -          | 5          | 9          | 0          | 0          | 0          | 1.000      |
| MLB   | MLB   | 65         | 114        | 0          | 1          | 0          | .991       | 96         | 260        | 6          | 4          | 0          | .985       | 1420       | 2889       | 90         | 43         | 14         | .986       |

- 各年度の太字はリーグ最高

### 表彰
- ルーキー・オブ・ザ・マンス：1回（2007年5月）
- 月間MVP：1回（2013年9月）
- プレイヤー・オブ・ザ・ウィーク：4回（2007年5月14日 - 5月20日、2010年8月31日 - 9月6日、2013年9月10日 - 9月16日、2016年4月25日 - 5月1日）

### 記録
MLB
- MLBオールスターゲーム選出：4回（2009年、2011年、2014年、2019年）
- ワールドシリーズ優勝：2回（2012年、2014年）

MiLB
- オールスター・フューチャーズゲーム選出：1回（2006年）

### 背番号
- 9（2007年 - 2011年途中）
- 3（2011年途中 - 2012年途中）
- 8（2012年途中 - 2018年、2020年）
- 24（2019年）